# Самонаемане
Самонаетият в икономически контекст е лице, чиито доходи идват от неговата независима стопанска (бизнес) дейност, а не като работник, нает от работодател. За разлика от работника, който получава надница, установена от работодателя, самонаетият ръководи сам дейността си или работи чрез правно сдружение (като партньорство). Дейността на самонаетия може де се осъществява в домашен бизнес (офис, магазин, работилница и т.н.), в дома на самостоятелно заетите лица или като услуга, осигурена на пътя. Въпреки по-големия стопански риск, свързан със статута на самостоятелно заетите лица, мнозина го избират като средство за препитание.

## Работи и доходи
Приходите на самонаетите лица идват от работа по един от трите основни начина: производство на продукт (художници, иконописци), търговия (покупка и продажба) или предоставяне на услуга (freelancers).